# Bangweulu-Sassaby

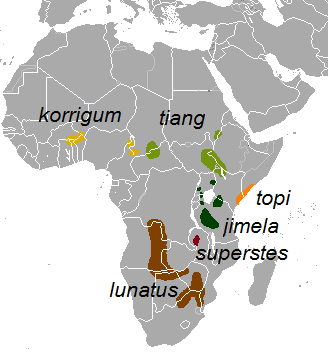
Bordeauxrot im nordöstlichen Sambia, das Verbreitungsgebiet der Bangweulu-Sassabys

Die Bangweulu-Sassaby (Damaliscus superstes) ist eine Antilopenart aus dem Artkomplex der Leierantilopen. Sie kommt nur im Bangweulubecken und seiner unmittelbaren Umgebung im nordöstlichen Sambia vor. Die Südgrenze des Verbreitungsgebietes liegt am Chambeshi.

## Merkmale
Die Bangweulu-Sassaby ist größer als die (gewöhnliche) Sassaby (D. lunatus), genauere Angaben zur Kopf-Rumpf-Länge oder dem Gewicht liegen jedoch nicht vor. Die Hörner sind dicker, spreizen weiter aus und heben eine breitere Basis. Die Hörner wachsen gerade nach außen, wobei die Spitzen nach innen gebogen sind, so dass der Bereich zwischen den oberen Hornabschnitten fast kugelförmig ist, während die Hörner beim Sassaby leierförmig gebogen sind. Die Hörner der Männchen sind 35,1 bis 40 Zentimeter lang, die der Weibchen erreichen eine Länge von 30,4 bis 39,5 Zentimeter. Der Abstand von Spitze zu Spitze beträgt bei den Männchen 22 bis 23,4 Zentimeter, bei den Weibchen 20 bis 33,5 cm und die Hornspannweite beträgt bei den Männchen 37,8 bis 44,6 Zentimeter und bei den Weibchen 34,2 bis 43 Zentimeter. Der Schädel ist 39 bis 43 Zentimeter lang und die Länge der Oberkieferzahnreihe beträgt 8,4 bis 10,5 Zentimeter. Das Fell des Bangweulu-Sassabys ist schokoladenbraun und damit dunkler als beim (gewöhnlichen) Sassaby, die Schulter- und Hüftflecken sind dunkel schwärzlich-grau, die Gesichtsmaske ist schwarz, die Ohren sind auffallend dunkel.

## Lebensraum und Lebensweise
Die Bangweulu-Sassaby lebt in den Graslandschaften des Bangweulubeckens. Das Hochland rund um den erloschenen Vulkan Rungwe und das Tal des Rukwasees im südwestlichen Tansania isolieren das Verbreitungsgebiet des Bangweulu-Sassaby von dem des Serengeti-Topis (Damaliscus jimela), das Muchinga-Gebirge isoliert es vom Verbreitungsgebiet des (gewöhnliche) Sassabys. Wie alle Leierantilopen sind Bangweulu-Sassabys tagaktiv und ernähren sie sich höchstwahrscheinlich fast ausschließlich von Gräsern. Man nimmt an, dass sich das Bangweulu-Sassaby, wie die meisten alle Leierantilopen, nur in einer bestimmten Jahreszeit paart. Genauere Angaben liegen jedoch nicht vor.

## Systematik
Berichte über eine eigenständige, sich von anderen Leierantilopen unterscheidende Population gab es schon seit den 1890er Jahren. Aber erst 2003 wurde die Bangweulu-Sassaby durch den simbabwischen Biologen Fenton P. D. Cotterill als eigenständige Art erstbeschrieben. Dabei stieß er eine Diskussion darüber an, dass der Status der Unterarten der Leierantilope (Damaliscus lunatus) neu bewertet werden müsste. Im Jahr 2011 wurden dies im Zuge einer Revision der Hornträger durch den australischen Mammalogen Colin Groves und seinen englischen Kollegen Peter Grubb durchgeführt und alle Unterarten der Leierantilope wurden auf den Artstatus verschoben, so dass die wissenschaftliche Bezeichnung Damaliscus lunatus nur noch für das südafrikanische Sassaby gültig ist. Die Aufspaltung der Leierantilopen in verschiedene Arten wird jedoch nicht von allen Autoren anerkannt. Bei diesen ist die Bangweulu-Sassaby eine Unterart von Damaliscus lunatus.

## Gefährdung
Die Bangweulu-Sassaby wird von der IUCN als gefährdet (vulnerable) eingestuft. Im Jahr 2016 wurde geschätzt, dass es etwa 3500 Exemplare gibt, wobei ihre Zahl aber zunimmt. Hauptbedrohungen für die Art sind die Ausweitung der Landwirtschaft durch die dort lebende Bevölkerung und die Jagd. Die Bangweulu-Sassaby ist von der Aufrechterhaltung eines günstigen Wasserhaushalts abhängig, so dass sich Wasserentnahme, Dürren, Entwässerung oder Dammbau rasch negativ auf den Bestand auswirken könnte. Im Südosten der Provinz Haut-Katanga in der Demokratischen Republik Kongo sind die Bestände des Bangweulu-Sassaby erloschen.